# Caradrina pergrisea
Caradrina pergrisea là một loài bướm đêm trong họ Noctuidae.